# Partecipanti al Giro dei Paesi Baschi 2022
Elenco dei partecipanti al Giro dei Paesi Baschi 2022.
Il Giro dei Paesi Baschi 2022 è stata la sessantunesima edizione della corsa. Alla competizione presero parte 23 squadre: le 18 iscritte all'UCI World Tour 2022 e 5 UCI ProTeam.
Partenza con 156 ciclisti accreditati.

## Corridori per squadra
Nota: R ritirato, NP non partito, FT fuori tempo, SQ squalificato
| Jumbo-Visma             | Jumbo-Visma             | Jumbo-Visma             | Bahrain Victorious          | Bahrain Victorious          | Bahrain Victorious          | UAE Team Emirates                  | UAE Team Emirates                  | UAE Team Emirates                  |
| ----------------------- | ----------------------- | ----------------------- | --------------------------- | --------------------------- | --------------------------- | ---------------------------------- | ---------------------------------- | ---------------------------------- |
| N°                      | Ciclista                | Clas.                   | N°                          | Ciclista                    | Clas.                       | N°                                 | Ciclista                           | Clas.                              |
| 1                       | Primož Roglič           | 8°                      | 11                          | Pello Bilbao                | 5°                          | 21                                 | Alessandro Covi                    | R 6ª                               |
| 2                       | Gijs Leemreize          | 53°                     | 12                          | Yukiya Arashiro             | FT6ª                        | 22                                 | George Bennett                     | NP3ª                               |
| 3                       | Chris Harper            | R 5ª                    | 13                          | Gino Mäder                  | 40°                         | 23                                 | Jan Polanc                         | R 6ª                               |
| 4                       | Sepp Kuss               | FT6ª                    | 14                          | Domen Novak                 | 43°                         | 24                                 | Davide Formolo                     | 38°                                |
| 5                       | Pascal Eenkhoorn        | FT6ª                    | 15                          | Luis León Sánchez           | R 6ª                        | 25                                 | Rafał Majka                        | 35°                                |
| 6                       | Milan Vader             | R 6ª                    | 16                          | Hermann Pernsteiner         | 44°                         | 26                                 | Diego Ulissi                       | 14°                                |
| 7                       | Jonas Vingegaard        | 6°                      | 17                          | Edoardo Zambanini           | FT6ª                        | 27                                 | Marc Soler                         | 7°                                 |
| Astana Qazaqstan Team   | Astana Qazaqstan Team   | Astana Qazaqstan Team   | Quick-Step Alpha Vinyl Team | Quick-Step Alpha Vinyl Team | Quick-Step Alpha Vinyl Team | Movistar Team                      | Movistar Team                      | Movistar Team                      |
| N°                      | Ciclista                | Clas.                   | N°                          | Ciclista                    | Clas.                       | N°                                 | Ciclista                           | Clas.                              |
| 31                      | Stefan de Bod           | FT6ª                    | 41                          | Julian Alaphilippe          | 24°                         | 51                                 | Enric Mas                          | 9°                                 |
| 32                      | Sebastián Henao         | 33°                     | 42                          | Rémi Cavagna                | R 6ª                        | 52                                 | Gorka Izagirre                     | 30°                                |
| 33                      | Jurij Natarov           | R 6ª                    | 43                          | Dries Devenyns              | R 6ª                        | 53                                 | Gregor Mühlberger                  | 45°                                |
| 34                      | Antonio Nibali          | R 6ª                    | 44                          | Remco Evenepoel             | 24°                         | 54                                 | Nelson Oliveira                    | R 6ª                               |
| 35                      | Aljaksandr Rabušėnka    | R 5ª                    | 45                          | James Knox                  | R 6ª                        | 55                                 | Antonio Pedrero                    | FT6ª                               |
| 36                      | Javier Romo             | R 2ª                    | 46                          | Mauri Vansevenant           | 46°                         | 56                                 | Óscar Rodríguez                    | 47°                                |
| 37                      | Andrej Zejc             | FT6ª                    |                             |                             |                             | 57                                 | Sergio Samitier                    | 54°                                |
| Ineos Grenadiers        | Ineos Grenadiers        | Ineos Grenadiers        | Cofidis                     | Cofidis                     | Cofidis                     | Bora-Hansgrohe                     | Bora-Hansgrohe                     | Bora-Hansgrohe                     |
| N°                      | Ciclista                | Clas.                   | N°                          | Ciclista                    | Clas.                       | N°                                 | Ciclista                           | Clas.                              |
| 61                      | Omar Fraile             | FT6ª                    | 71                          | Ion Izagirre                | 2°                          | 81                                 | Emanuel Buchmann                   | R 6ª                               |
| 62                      | Tao Geoghegan Hart      | 29°                     | 72                          | André Carvalho              | R 5ª                        | 82                                 | Felix Großschartner                | FT6ª                               |
| 63                      | Daniel Martínez         | 1°                      | 73                          | Rubén Fernández             | FT6ª                        | 83                                 | Sergio Higuita                     | R 5ª                               |
| 64                      | Carlos Rodríguez        | 26°                     | 74                          | Simon Geschke               | 27°                         | 84                                 | Lennard Kämna                      | R 6ª                               |
| 65                      | Geraint Thomas          | 39°                     | 75                          | José Herrada                | FT6ª                        | 86                                 | Aleksandr Vlasov                   | 3°                                 |
| 66                      | Ben Tulett              | 22°                     | 76                          | Victor Lafay                | R 6ª                        | 87                                 | Frederik Wandahl                   | FT6ª                               |
| 67                      | Adam Yates              | R 6ª                    | 77                          | Thomas Champion             | FT6ª                        |                                    |                                    |                                    |
| Team BikeExchange-Jayco | Team BikeExchange-Jayco | Team BikeExchange-Jayco | TotalEnergies               | TotalEnergies               | TotalEnergies               | Intermarché-Wanty-Gobert Matériaux | Intermarché-Wanty-Gobert Matériaux | Intermarché-Wanty-Gobert Matériaux |
| N°                      | Ciclista                | Clas.                   | N°                          | Ciclista                    | Clas.                       | N°                                 | Ciclista                           | Clas.                              |
| 91                      | Lucas Hamilton          | R 5ª                    | 101                         | Jérémy Cabot                | 52°                         | 111                                | Kobe Goossens                      | R 5ª                               |
| 92                      | Tsgabu Grmay            | R 6ª                    | 102                         | Fabien Doubey               | 49°                         | 112                                | Quinten Hermans                    | R 4ª                               |
| 93                      | Jesús David Peña        | R 3ª                    | 103                         | Fabien Grellier             | FT6ª                        | 113                                | Julius Johansen                    | NP3ª                               |
| 94                      | Tanel Kangert           | R 6ª                    | 104                         | Alan Jousseaume             | R 6ª                        | 114                                | Laurens Huys                       | R 3ª                               |
| 95                      | Jack Bauer              | FT6ª                    | 105                         | Pierre Latour               | NP5ª                        | 115                                | Hugo Page                          | R 3ª                               |
| 96                      | Nick Schultz            | R 6ª                    | 106                         | Cristián Rodríguez          | 41°                         | 116                                | Kévin Van Melsen                   | NP2ª                               |
| 97                      | Jan Maas                | R 5ª                    | 107                         | Alexis Vuillermoz           | 25°                         | 117                                | Théo Delacroix                     | R 5ª                               |
| Team DSM                | Team DSM                | Team DSM                | Caja Rural-Seguros RGA      | Caja Rural-Seguros RGA      | Caja Rural-Seguros RGA      | AG2R Citroën Team                  | AG2R Citroën Team                  | AG2R Citroën Team                  |
| N°                      | Ciclista                | Clas.                   | N°                          | Ciclista                    | Clas.                       | N°                                 | Ciclista                           | Clas.                              |
| 121                     | Romain Combaud          | FT6ª                    | 131                         | Mikel Nieve                 | NP6ª                        | 141                                | C. Champoussin                     | NP1ª                               |
| 122                     | Mark Donovan            | NP5ª                    | 132                         | Jonathan Lastra             | 17°                         | 142                                | Felix Gall                         | 12°                                |
| 123                     | Leon Heinschke          | R 6ª                    | 133                         | Julen Amezqueta             | NP5ª                        | 143                                | Paul Lapeira                       | R 3ª                               |
| 124                     | Andreas Leknessund      | 28°                     | 134                         | Orluis Aular                | FT6ª                        | 144                                | Aurélien Paret-Peintre             | 37°                                |
| 125                     | Tim Naberman            | R 6ª                    | 135                         | Fernando Barceló            | 31°                         | 145                                | Valentin Paret-Peintre             | NP3ª                               |
| 126                     | Florian Stork           | NP5ª                    | 136                         | Jefferson Cepeda            | R 6ª                        | 146                                | Nicolas Prodhomme                  | FT6ª                               |
| 127                     | Martijn Tusveld         | FT6ª                    | 137                         | Jokin Murguialday           | FT6ª                        | 147                                | Andrea Vendrame                    | NP6ª                               |
| Israel-Premier Tech     | Israel-Premier Tech     | Israel-Premier Tech     | Groupama-FDJ                | Groupama-FDJ                | Groupama-FDJ                | Burgos-BH                          | Burgos-BH                          | Burgos-BH                          |
| N°                      | Ciclista                | Clas.                   | N°                          | Ciclista                    | Clas.                       | N°                                 | Ciclista                           | Clas.                              |
| 151                     | Sebastian Berwick       | R 5ª                    | 161                         | David Gaudu                 | 18°                         | 171                                | Ander Okamika                      | FT6ª                               |
| 152                     | Alexander Cataford      | R 6ª                    | 162                         | Bruno Armirail              | 36°                         | 172                                | Daniel Navarro                     | 23°                                |
| 153                     | Alessandro De Marchi    | FT6ª                    | 163                         | Ignatas Konovalovas         | R 4ª                        | 173                                | Óscar Cabedo                       | FT6ª                               |
| 155                     | Hugo Houle              | 50°                     | 164                         | Antoine Duchesne            | FT6ª                        | 174                                | Victor Langellotti                 | R 2ª                               |
| 156                     | James Piccoli           | FT6ª                    | 165                         | Rudy Molard                 | 32°                         | 175                                | Ángel Madrazo                      | FT6ª                               |
| 157                     | Michael Woods           | 13°                     | 166                         | Seb Reichenbach             | 19°                         | 176                                | Pelayo Sánchez                     | R 6ª                               |
|                         |                         |                         | 167                         | Anthony Roux                | FT6ª                        | 177                                | Jetse Bol                          | R 6ª                               |
| Trek-Segafredo          | Trek-Segafredo          | Trek-Segafredo          | Euskaltel-Euskadi           | Euskaltel-Euskadi           | Euskaltel-Euskadi           | Equipo Kern Pharma                 | Equipo Kern Pharma                 | Equipo Kern Pharma                 |
| N°                      | Ciclista                | Clas.                   | N°                          | Ciclista                    | Clas.                       | N°                                 | Ciclista                           | Clas.                              |
| 181                     | Julien Bernard          | FT6ª                    | 191                         | Xabier Azparren             | FT6ª                        | 201                                | Héctor Carretero                   | R 5ª                               |
| 182                     | Tony Gallopin           | 48°                     | 192                         | Ibai Azurmendi              | R 5ª                        | 202                                | Roger Adrià                        | R 6ª                               |
| 183                     | Gianluca Brambilla      | 15°                     | 193                         | Mikel Bizkarra              | 21°                         | 203                                | Jon Agirre                         | R 6ª                               |
| 184                     | Kenny Elissonde         | FT6ª                    | 194                         | Mikel Iturria               | FT6ª                        | 204                                | Diego López Fuentes                | FT6ª                               |
| 185                     | Juan Pedro López        | 11°                     | 195                         | Asier Etxeberria            | FT6ª                        | 205                                | Daniel Méndez                      | R 5ª                               |
| 186                     | Simon Pellaud           | R 5ª                    | 196                         | Gotzon Martín               | 42°                         | 206                                | Ibon Ruiz                          | 51°                                |
| 187                     | Antwan Tolhoek          | R 4ª                    | 197                         | Xabier Isasa                | FT6ª                        | 207                                | Igor Arrieta                       | 34°                                |
| EF Education-EasyPost   | EF Education-EasyPost   | EF Education-EasyPost   | Lotto Soudal                | Lotto Soudal                | Lotto Soudal                |                                    |                                    |                                    |
| N°                      | Ciclista                | Clas.                   | N°                          | Ciclista                    | Clas.                       |                                    |                                    |                                    |
| 211                     | Rigoberto Urán          | 10°                     | 221                         | Filippo Conca               | FT6ª                        |                                    |                                    |                                    |
| 212                     | Diego Camargo           | FT6ª                    | 222                         | Steff Cras                  | 16°                         |                                    |                                    |                                    |
| 214                     | Ruben Guerreiro         | 20°                     | 224                         | Sylvain Moniquet            | FT6ª                        |                                    |                                    |                                    |
| 215                     | Mark Padun              | R 3ª                    | 225                         | Viktor Verschaeve           | R 5ª                        |                                    |                                    |                                    |
| 216                     | James Shaw              | FT6ª                    | 226                         | Harry Sweeny                | R 2ª                        |                                    |                                    |                                    |
| 217                     | Jonathan Caicedo        | FT6ª                    | 227                         | Maxim Van Gils              | R 3ª                        |                                    |                                    |                                    |